# Mestre Hulk
Sídney Gonçalves Freitas (1962), más conocido como Mestre Hulk, es un capoerista y es un artista marcial mixto brasileño, fundador y director del grupo Terra Firme.

## Carrera
Sídney comenzó a entrenar en capoeira con Mestre Portes en 1974. Demostrando gran habilidad, alcanzó el rango de mestre en 1983, recibiendo el título de Mestre Hulk. Este nombre vino de un antiguo apodo de Sídney, el "Hulk de Urucânia", el cual hacía referencia a una roda en el Conjunto Urucânia en la que había humillado a varios capoeristas irrespetuosos. Sídney también trabajó en la guardia municipal de Brasil como instructor. En 1993, fundó la asociación Terra Firme, que en la actualidad cuenta con miembros en todo el mundo.
A pesar de su papel como capoeirista, Hulk es conocido por su corta carrera en el vale tudo. Su salto a la fama fue el 1 de enero de 1995, gracias a su participación como representante de la capoeira en el torneo Desafío Vale Tudo. Esa noche Sídney derrotó con rapidez a su primer oponente, el campeón de karate Rostan, después de revertir un sukui nage en una posición montada finalizada con puñetazos al rostro. Hulk avanzó a la segunda ronda, donde le esperaba un joven Pedro "The Pedro" Otavio, experto en muay thai y luta livre; éste era tenido por el probable ganador debido a la ventaja de sus estilos, ambos considerados superiores a la capoeira. Al poco de empezar, Pedro dio accidentalmente un golpe bajo a Hulk y tuvo que hacerse una pausa, pero reanudada la acción, Sídney se hizo con la ventaja en un intercambio de golpes de pie y llegó a poner a Otavio sobre su espalda. Poco después, Otavio intentó someter a Hulk por la espalda, a lo que el capoeirista ejecutó un açoite-de-braço para contrarrestarlo. Finalmente, Sídney logró obtener una posición dominante sobre Pedro y forzarlo a rendirse con puñetazos a la cabeza.
Minutos después, en la tercera ronda, Hulk sería estipulado a luchar contra otro grappler de todavía más nivel, el maestro de jiu-jitsu brasileño Amaury Bitetti. Sídney se encontraba ya desgastado por su anteriores luchas y sabía que no podría mantener el ritmo mucho más, pero entró en el cuadrilátero sin dudarlo y se enfrentó al campeón jiujitsuka, quien de nuevo era considerado el favorito a ganar gracias a su ventaja en el suelo. Una vez más, Hulk rompió todas las estimaciones y ganó la lucha antes de que la pelea descendiera al piso, atrayendo a su oponente con chapa giratoria y martelo rotado al aire a fin de sorprenderle con un fulminante gancho de derecha. Incluso después de noqueado Amaury, el árbitro Joao Alberto Barreto -también practicante de jiu-jitsu brasileño- no detuvo la lucha, lo que ocasionó que Bitetti recibiera más 14 puñetazos por parte de Hulk antes de que tocase la campana.
La inesperada resolución de la lucha atrajo una enorme polémica. A pesar de la contundencia del resultado, los compañeros de Amaury, encabezados por Carlson Gracie y Murilo Bustamante, invadieron el ring para protestar por la parada del árbitro y exigir que se reiniciara el combate, teniendo que ser retenidos por el propio equipo de Hulk, compuesto por agentes de policía. Hasta tal punto fue el tumulto que el organizador del evento y hermano de Carlson, Hélio Gracie, tuvo que intervenir para poner orden, y ordenó a Barreto dar por terminada la velada. Así mismo, aunque el premio del torneo había sido anunciado como un cinturón conmemorativo y una oportunidad de luchar contra Rickson Gracie, Hulk acabó sin recibir ni uno ni otra, llegando a rumorearse que no se le entregó el cinturón porque había sido fabricado con el nombre de Bitetti por adelantado. Posteriormente, se le ofreció a Hulk una revancha contra Amaury, pero tras unas negociaciones sobre el estipendio de ambos oponentes, se retiró la oferta.
En adelante, Hulk se quejaría de que su carrera en el vale tudo sería boicoteada por las asociaciones de jiu-jitsu brasileño, quienes organizaban la mayoría de eventos en esos días. Su participación en el Brazil Open de 1995 fue descrita por él como una trampa para destruir su reputación. Inicialmente, su oponente iba a ser el shootboxer japonés Naoyuki Taira, pero literalmente minutos antes del combate se informó a Hulk de que su rival había sido cambiado y de que debía luchar antes de tiempo; y no sólo su nuevo contrincante era el enorme Jean Riviere, que sacaba más de 20kg a Hulk, sino que además Hulk estaba sobre el aviso de que se trataba de un jujutsuka, cuando realmente era un campeón de karate. El resultado fue que Sídney fue noqueado en pocos segundos. Para colmo, el cheque que se le entregó después como estipendio de su participación en el evento resultó no tener fondos.
En 1997, Hulk volvió a Desafío Vale Tudo para tomar parte en el siguiente torneo. Su primera lucha, contra Zane Frazier, terminó por la rara eventualidad de que ambos contendientes rodaron bajo las cuerdas y cayeron del cuadrilátero, lo que noqueó a Frazier al golpearse la cabeza contra el suelo bajo el peso de Hulk. La misma noche, Sídney se las vio con el que era considerado el mejor luchador de MMA del mundo en el momento, Mark Kerr, pero al igual que con el anterior, el combate acabó sin conclusión: luchando con Kerr en el suelo, Hulk salió accidentalmente de las cuerdas al rodar debajo de ellas, lo que causó que fuera descalificado.

## Campeonatos y logros
- Desafío Vale Tudo
  - International Vale Tudo Tournament (1995)

## Récord en artes marciales mixtas
| Resultado | Récord | Oponente          | Método                                    | Evento                            | Fecha                  | Ronda | Tiempo      | Localización           | Notas |
| --------- | ------ | ----------------- | ----------------------------------------- | --------------------------------- | ---------------------- | ----- | ----------- | ---------------------- | ----- |
| Derrota   | 5-4    | Martin Malkhasyan | Sumisión (forearm choke)                  | World Vale Tudo Championship 11   | 27 de mayo de 2000     | 1     | 1:43        | Río de Janeiro, Brasil |       |
| Victoria  | 5-3    | Humberto Rocha    | Sumisión (Kimura lock)                    | Real Combat                       | 12 de junio de 1997    | 1     | Desconocido | Río de Janeiro, Brasil |       |
| Derrota   | 4-3    | Mark Kerr         | Descalificación (salida del cuadrilátero) | World Vale Tudo Championship 3    | 19 de enero de 1997    | 1     | 2:21        | Río de Janeiro, Brasil |       |
| Victoria  | 4-2    | Zane Frazier      | KO (caída del cuadrilátero)               | World Vale Tudo Championship 3    | 19 de enero de 1997    | 1     | 2:00        | Río de Janeiro, Brasil |       |
| Derrota   | 3-2    | Mikhail Ilyukhin  | Sumisión (barbilla en el ojo)             | Shoot Boxing - S Cup 1996         | 14 de julio de 1996    | 1     | 6:59        | Tokio, Japón           |       |
| Derrota   | 3-1    | Jean Riviere      | KO (puñetazo)                             | Brazil Open - '95                 | 1 de diciembre de 1995 | 1     | 0:19        | Río de Janeiro, Brasil |       |
| Victoria  | 3-0    | Amaury Bitetti    | KO (puñetazos)                            | Desafío - International Vale Tudo | 1 de enero de 1995     | 1     | 0:23        | Río de Janeiro, Brasil |       |
| Victoria  | 2-0    | Pedro Otavio      | Sumisión (puñetazos)                      | Desafío - International Vale Tudo | 1 de enero de 1995     | 1     | 14:43       | Río de Janeiro, Brasil |       |
| Victoria  | 1-0    | Rostan            | Tirada de toalla (puñetazos)              | Desafío - International Vale Tudo | 1 de enero de 1995     | 1     | 3:11        | Río de Janeiro, Brasil |       |